# جوني ويفر
جوني ويفر (بالإنجليزية: Johnny Weaver)‏ هو مصارع محترف أمريكي، ولد في 17 نوفمبر 1935 في سانت لويس الشرقية ‏ في الولايات المتحدة، وتوفي في 15 فبراير 2008 في تشارلوت في الولايات المتحدة.

## وصلات خارجية
- جوني ويفر على موقع CageMatch worker (الإنجليزية)
- جوني ويفر على موقع قاعدة بيانات المصارعة على الإنترنت (الإنجليزية)

- جوني ويفر على موقع IMDb (الإنجليزية)
- جوني ويفر على موقع قاعدة بيانات الفيلم (الإنجليزية)